# Sancta Maria
Ne doit pas être confondu avec Santa Maria.
Pour plus de détails, voir Fiche technique et Distribution.
Sancta Maria est un film dramatique italien réalisé par Pier Luigi Faraldo et Edgar Neville, sorti en 1941. Il s'agit d'une adaptation du roman homonyme de Guido Milanesi. Il est classé dans les films de propagande anti-soviétique.

## Synopsis
Lorsque l'homme qu'elle aime est touché par une maladie mortelle, une jeune femme russe, jusque là communiste, découvre la consolation de la foi. Elle prie la Madonne, obtient la guérison de son amant, et se convertit.

## Fiche technique
- Titre : Sancta Maria
- Genre : drame
- Réalisateurs : Edgar Neville (version espagnole) et Pier Luigi Faraldo (version italienne)
- Assistant au réalisateur : Guido Paolucci
- Scénaristes : Guido Milanesi, Alessandro De Stefani, Edgar Neville
- Production : Oscar Gaeta pour EIA Fonoroma
- Format d'image : Noir et blanc
- Photographie : Carlo Montuori
- Montage : Gisa Radicchi Levi
- Musique : Edgardo Carducci
- Décors : Gastone Medin
- Pays :  Royaume d'Italie
- Année de sortie : 1941
- Distribution en Italie : EIA
  - Visa de censure : 31.368 du 29 août 1941.
- Affiches et tracts dessinés par Anselmo Ballester

## Distribution
- Amedeo Nazzari : Paolo Wronskj
- Conchita Montes : Nadia
- Armando Falconi : Padre Lorenzo
- Germana Paolieri : Elena Scotto
- Sandro Ruffini : Ruggero Scotto
- Osvaldo Valenti : Jack
- Sandro Salvini : Nando
- Gemma D'Alba : Anna
- Carlo Todd : Walter
- Pina Renzi : épouse de Walter
- Satia Benni : Maria, une femme slave
- Angelo Dessy : un exilé russe
- Liana Del Balzo : une passagère sur le bateau
- Franca Volpini : la femme de chambre
- Aroldo Tieri
- Annette Ciarli
- Marisa Chierichetti
- Jolanda D'Andrea
- Carmine Garibaldi
- Ria Gardi
- Mario Sernicola

## Critique
Giuseppe Isani, dans les pages de la revue Cinema du 25 janvier 1942, dénonce l'aspect artificiel du développement sur la conversion (« C'è troppo palese l'aria del costruito a tavolino »), et reconnaît que la réalisation a adroitement combiné les éléments dus au hasard (« ...sa, con indovinata discrezione presentarvi la vicenda troppo appoggiata troppo abbondantemente sul furtuito e la combinazione »).